# Paweł Stempin
Paweł Stempin (ur. 13 lipca 1959 w Poznaniu) – polski szachista i trener szachowy, mistrz międzynarodowy od 1984 roku.

## Kariera szachowa
Pierwsze sukcesy zaczął odnosić w drugiej połowie lat 70. W tym okresie zdobył trzy medale mistrzostw Polski juniorów: złoty (w roku 1976 w Płocku, w kategorii do lat 17), srebrny (Bolesławiec, 1977 - do lat 20) i brązowy (Legnica, 1975 - do lat 17). W roku 1977 reprezentował Polskę na mistrzostwach świata juniorów do lat 20 w Innsbrucku. W latach 80. awansował do ścisłej czołówki polskich szachistów. Pomiędzy 1979 a 1990 rokiem dziesięciokrotnie wystąpił w finałach mistrzostw Polski, zdobywając trzy medale: dwa srebrne (w Poznaniu w roku 1984 i Warszawie w roku 1990 – po dogrywce o tytuł mistrza Polski z Włodzimierzem Schmidtem i Zbigniewem Jaśnikowskim) oraz brązowy (Zielona Góra, 1982). W swojej kolekcji posiada również trzy medale drużynowych mistrzostw Polski, które zdobył w barwach Lecha Poznań w latach 1987 (złoty) oraz 1985 i 1989 (oba brązowe).
W 1984 roku zwyciężył w kołowym międzynarodowym turnieju w Poznaniu, w 1986 zajął I miejsce w otwartym turnieju w Malmö, natomiast trzy lata później powtórzył to osiągnięcie w kolejnym turnieju open, rozegranym w Lyngby. W roku 1988 zwyciężył w I mistrzostwach Polski w szachach szybkich w Bydgoszczy, a następnie reprezentował polskie barwy na mistrzostwach Europy w Gijón. Czterokrotnie (w latach 1982–1989) startował w memoriałach Akiby Rubinsteina w Polanicy-Zdroju, najwyższą lokatę (IV - najlepszy z Polaków) zajmując w roku 1989.
Dwukrotnie, w latach 1984 oraz 1988, reprezentował Polskę na olimpiadach szachowych rozegranych w Salonikach, łącznie zdobywając 10½ pkt w 18 partiach. W roku 1989 wystąpił także na drużynowych mistrzostwach Europy w Hajfie, natomiast w roku 1985 – w turnieju strefowym w Pradze (eliminacji mistrzostw świata).
W 1990 r. ze względów zdrowotnych (mimo nominacji) nie zagrał w drużynie olimpijskiej w Nowym Sadzie i wycofał się z aktywnego uczestnictwa w rozgrywkach szachowych. W czasie wyczynowego uprawiania szachów publikował partie i analizy w prestiżowych szachowych periodykach: jugosłowiańskim Chess Informant oraz holenderskim New in Chess.
Najwyższy ranking w karierze osiągnął 1 stycznia 1990 r., z wynikiem 2470 punktów zajmował wówczas 3. miejsce (za Aleksandrem Wojtkiewiczem i Aleksandrem Sznapikiem) wśród polskich szachistów.